# Otoguro Takuto
Otoguro Takuto (japánul: 乙黒拓斗 ) (1998. december 13. –) olimpiai bajnok japán szabadfogású birkózó. A 2018-as birkózó-világbajnokságon az aranyérmet nyert a 65 kg-os súlycsoportban, szabadfogásban. 

## Sportpályafutása
2015-ben az Ázsia-bajnokságon aranyérmet nyert. 2014-ben az kadét bajnokságon aranyérmes lett a 65 kg-os súlycsoportban. A 2018-as birkózó-világbajnokságon az aranyéremért mérkőzhetett a 65 kg-os súlycsoportban, szabadfogásban. Ellenfele az indiai Bajrang Bajrang volt. A 2021 nyarára halasztott 2020. évi nyári olimpiai játékokon 65 kilogrammban olimpiai bajnoki címet szerzett.